# 13086 Sauerbruch
13086 Sauerbruch este un asteroid din centura principală de asteroizi.

## Descriere
13086 Sauerbruch este un asteroid din centura principală de asteroizi. A fost descoperit pe 30 aprilie 1992 la Tautenburg de Freimut Börngen. Asteroidul prezintă o orbită caracterizată de o semiaxă mare de 2,80 ua, o excentricitate de 0,19 și o înclinație de 9,4° în raport cu ecliptica.